# هایک آدامیان
هایک آدامی آدامیان (ارمنی: Հայկ Ադամի Ադամյան؛ انگلیسی: Hayk Adamian زادهٔ ۱۸۷۸ - درگذشته ۱۹۱۸) فعال و چهره سرشناس اهل ارمنستان در جنبش کارگری آغاز قرن بیستم بود.

## زندگی‌نامه
وی در ۱۸۷۸ در طرابزون به دنیا آمد . وی عضو حزب سوسیال دموکرات کارگری روسیه بود. وی در ۱۹۱۸ در سن ۴۰ سالگی در دیترویت درگذشت.